# Ryki Ładownia
Ryki Ładownia – od 10 grudnia 2017 roku nieczynny dla ruchu pasażerskiego przystanek osobowy w Rykach, w woj. lubelskim, w Polsce.